# José Bolívar
José Vidal Bolívar Ormeño (Pisco, Perú; 17 de enero de 2000) es un futbolista peruano. Juega como lateral izquierdo y su equipo actual es Atlético Grau de la Liga 1 del Perú.

## Trayectoria
José se formó en las categorías juveniles del Universidad de San Martín. Fue el capitán en las formativas, tanto en la generación 2000 como en la 1999.
A principios de 2016, viajó a Europa para entrenar como invitado dos semanas con Ternana, equipo profesional italiano.
Para el Campeonato Descentralizado 2016, fue ascendido al primer equipo de San Martín por el entrenador José del Solar.
En el 2016 cuando había debutado, declaró:

"Soy hincha de Alianza Lima y si le anoto un gol a Universitario de Deportes, lo gritaría con el alma"

Debutó como profesional el 22 de abril de 2016, en la fecha 12 del campeonato nacional, ingresó al minuto 55 para enfrentar a Juan Aurich pero perdieron 1 a 0. Utilizó la camiseta número 7 y jugó su primer partido con 16 años y 97 días. Sobre su debut, declaró:

«Me sentí tranquilo porque mis compañeros me dieron toda la confianza. Ya había jugado en el amistoso contra Sport Boys donde hice un gol así, que esta vez entré al campo con todas las ganas de seguir haciendo bien las cosas.»

En la fecha 16, fue titular por primera vez, el entrenador lo colocó como extremo izquierdo para jugar contra Deportivo Municipal pero perdieron 1 a 0. Para la siguiente jornada, también estuvo en el once inicial, se enfrentaron a Comerciantes Unidos y empataron 1 a 1.
En el 2018 y 2019, bajo las órdenes de Carlos Bustos se afianza como lateral izquierdo del equipo "santo" teniendo participaciones bastante destacadas, llegando a un gran pico de rendimiento el 2020, lo cual le permite llegar al Sport Boys la temporada siguiente.
Para el 2021 tiene muy buenas participaciones con el equipo "rosado" siendo fundamental en el equipo para que se clasifique a la Copa Sudamericana después de tanto tiempo.

### Universitario de Deportes
El 25 de noviembre del 2022 fue oficializado como nuevo refuerzo de Universitario de Deportes, fichando hasta 2025.En su primera temporada con el plantel crema salió campeón nacional al vencer en la final a Alianza Lima, obteniendo su primer título nacional.

### Club Universidad César Vallejo
A mediados del 2024 tras la llegada del ecuatoriano Segundo Portocarrero, fue enviado a préstamo a la Universidad César Vallejo para afrontar la Liga 1 2024. El club acabó en el puesto 17 de la tabla de la Liga 1 2024 al final de la temporada, por lo que terminó descendiendo a la Liga 2.
Disputó 15 partidos

## Estadísticas

### Clubes
Actualizado al último partido disputado el 28 de septiembre de 2023.
| Club                             | Div.          | Temporada     | Liga  | Liga  | Copas nacionales | Copas nacionales | Torneos internacionales | Torneos internacionales | Total | Total |
| Club                             | Div.          | Temporada     | Part. | Goles | Part.            | Goles            | Part.                   | Goles                   | Part. | Goles |
| -------------------------------- | ------------- | ------------- | ----- | ----- | ---------------- | ---------------- | ----------------------- | ----------------------- | ----- | ----- |
| Universidad de San Martín · Perú | 1.ª           | 2016          | 6     | 0     | 0                | 0                | —                       | —                       | 6     | 0     |
| Universidad de San Martín · Perú | 1.ª           | 2017          | 2     | 0     | 0                | 0                | —                       | —                       | 2     | 0     |
| Universidad de San Martín · Perú | 1.ª           | 2018          | 18    | 0     | 9                | 1                | —                       | —                       | 27    | 1     |
| Universidad de San Martín · Perú | 1.ª           | 2019          | 23    | 0     | 4                | 0                | —                       | —                       | 27    | 0     |
| Universidad de San Martín · Perú | 1.ª           | 2020          | 23    | 0     | 0                | 0                | —                       | —                       | 23    | 0     |
| Universidad de San Martín · Perú | Total club    | Total club    | 72    | 0     | 13               | 1                | 0                       | 0                       | 85    | 1     |
| Sport Boys · Perú                | 1.ª           | 2021          | 22    | 0     | 2                | 1                | —                       | —                       | 24    | 1     |
| Sport Boys · Perú                | 1.ª           | 2022          | 33    | 0     | 0                | 0                | —                       | —                       | 33    | 0     |
| Sport Boys · Perú                | Total club    | Total club    | 55    | 0     | 2                | 1                | 0                       | 0                       | 57    | 1     |
| Universitario de Deportes · Perú | 1.ª           | 2023          | 22    | 0     | 0                | 0                | 5                       | 0                       | 27    | 0     |
| Universitario de Deportes · Perú | Total club    | Total club    | 22    | 0     | 0                | 0                | 5                       | 0                       | 27    | 0     |
| Total carrera                    | Total carrera | Total carrera | 149   | 0     | 15               | 2                | 5                       | 0                       | 169   | 2     |

### Resumen estadístico
| Competición           | Partidos | Goles | Promedio |
| --------------------- | -------- | ----- | -------- |
| Liga                  | 139      | 0     | 0        |
| Copas nacionales      | 15       | 2     | 0.13     |
| Copas internacionales | 2        | 0     | 0        |
| Total                 | 169      | 2     | 0.01     |

## Palmarés

### Títulos nacionales
| Título          | Club                      | País | Año  |
| --------------- | ------------------------- | ---- | ---- |
| Torneo Clausura | Universitario de Deportes | Perú | 2023 |
| Liga 1          | Universitario de Deportes | Perú | 2023 |
| Torneo Apertura | Universitario de Deportes | Perú | 2024 |